# Dworakowskaia hainanensis
Dworakowskaia hainanensis är en insektsart som beskrevs av Chou och Zhang 1985. Dworakowskaia hainanensis ingår i släktet Dworakowskaia och familjen dvärgstritar. Inga underarter finns listade i Catalogue of Life.